# Eumerus chrysopygus
Eumerus chrysopygus är en tvåvingeart som beskrevs av Sack 1941. Eumerus chrysopygus ingår i släktet månblomflugor, och familjen blomflugor. Inga underarter finns listade i Catalogue of Life.